# صقال المجلة
خط صقال المجلة (بالإنجليزية: Sakkal Majalla)‏ هو خط حاسوب عربي بأسلوب النسخ، أنشأه المُصمّم السوري مأمون صقال في عام 2005، وتم توزيعه بواسطة مايكروسوفت مع نظام التشغيل ويندوز (ويندوز 7، ويندوز 8، ويندوز 10) اعتبارًا من عام 2009. يتكون الخط الموزع مع ويندوز من نوعين من التغليظ، عادي (normal) وغامق (gras)، وتم تطوير ما مجموعه خمسة أنواع.
يحتوي على الأحرف الضرورية للغة العربية والفارسية والأردية والسندية والكردية والأويغورية. تم إنشاء أحرفها اللاتينية بواسطة ستيف ماتيسون (Steve Matteson).

## روابط خارجية
- "Sakkal Majalla Arabic Font". Sakkal.com. اطلع عليه بتاريخ 2020-10-20..
- "Sakkal Majalla Font Family Story". Fonts.com. اطلع عليه بتاريخ 2020-10-20..